# John D'Emilio
John D'Emilio (Nova Iorque, 1948) é um professor emérito de história e de estudos de gênero e da mulher da Universidade de Illinois, em Chicago. Ele lecionou na Universidade da Carolina do Norte em Greensboro. Ele obteve seu bacharelado pelo Columbia College e doutorado da Universidade de Columbia em 1982, onde seu orientador foi William Leuchtenburg. Ele foi bolsista do Guggenheim em 1998 e bolsista do National Endowment for the Humanities em 1997 e também atuou como Diretor do Policy Institute no Força-Tarefa Nacional para Gays e Lésbicas de 1995 a 1997.
Jim Oleson, seu parceiro desde o início dos anos 1980, morreu em sua casa em Chicago em 4 de abril de 2015.

## Prêmios e honras
D'Emilio recebeu o Stonewall Book Award em 1984 por seu livro mais citado, Sexual Politics, Sexual Communities, que é considerado a história definitiva do movimento homófilo nos Estados Unidos de 1940 a 1970. Sua biografia dos direitos civis líder Bayard Rustin, Lost Prophet: Bayard Rustin and the Quest for Peace and Justice in America, ganhou o Prêmio Randy Shilts e o Stonewall Book Award de não-ficção em 2004. Ele recebeu o Prêmio Brudner em 2005 na Universidade Yale
Em 1999, D'Emilio foi homenageado com o prêmio David R Kessler para Estudos LGBTQ do CLAGS: The Center for LGBTQ Studies.

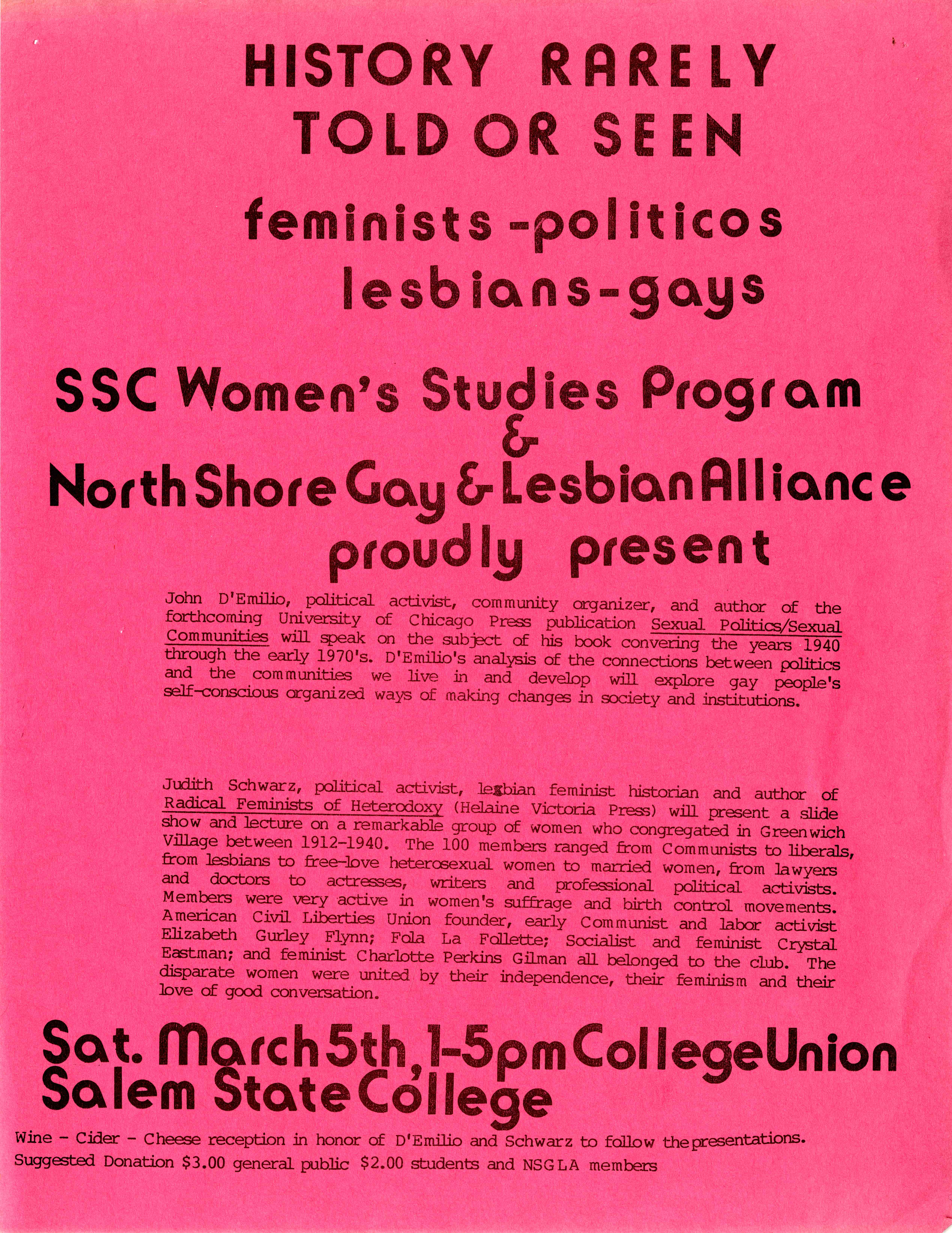
North Shore Gay and Lesbian Alliance

O livro dele e de Estelle Freedman, Intimate Matters: A History of Sexuality in America, foi citado na opinião do juiz Anthony Kennedy em Lawrence v. Texas, o caso da Suprema Corte americana de 2003 que anulou todas as leis anti-sodomia restantes.
Em 2005, D'Emilio foi incluído no Hall da Fama de Gays e Lésbicas de Chicago.
Ele recebeu o prêmio Bill Whitehead pelo conjunto de sua obra da Publishing Triangle em 2013.

## Trabalhos

### Autor
- Sexual Politics, Sexual Communities: The Making of a Homosexual Minority in the United States, 1940-1970 (Chicago: University of Chicago Press, 1983; 2nd edition, with a new preface and afterword, 1998)
- Making Trouble: Essays on Gay History, Politics, and the University (New York: Routledge, 1992)
- The World Turned: Essays on Gay History, Politics, and Culture (Durham: Duke University Press, 2002)
- Lost Prophet: The Life and Times of Bayard Rustin (New York: Free Press, 2003; Chicago: University of Chicago Press, 2004)
- Memories of a Gay Catholic Boyhood: Coming of Age in the Sixties (Durham: Duke University Press, 2022)

### Co-autor
- With Estelle Freedman, Intimate Matters: A History of Sexuality in America (New York: Harper and Row, 1988; 2nd expanded edition, Chicago: University of Chicago Press, 1997; 3rd edition, 2012)

### Editor
- The Civil Rights Struggle: Leaders in Profile (New York: Facts-on-File, 1979), with an introduction
- The Universities and the Gay Experience: Proceedings of the Conference Sponsored by the Women and Men of the Gay Academic Union, November 23 and 24, 1973 (New York: Gay Academic Union, 1974), with an introduction

### Co-editor
- With William Turner and Urvashi Vaid, Creating Change: Sexuality, Public Policy and Civil Rights (New York: St. Martin’s Press, 2000)